# Pimentinha (futebolista)
Anderson Wanderllan de Moraes Rodrigues, mais conhecido como Pimentinha (São Luís, 13 de setembro de 1987), é um futebolista brasileiro que atua como ponta-esquerda. Atualmente, joga pelo IAPE.

## Carreira
Iniciou sua carreira de futebol profissional de campo aos 24 anos pelo Moto Club, de São Luís, sendo transferido no mesmo ano para o São José-MA.

### Sampaio Corrêa
Em 2012, Pimentinha foi contratado pelo maior rival de seu clube revelador, o Sampaio Corrêa para disputar o Campeonato Maranhense, a Copa União e a Série D, sendo campeão de todos. Pimentinha foi o principal jogador do Sampaio na Série D, junto com o experiente Arlindo Maracanã na conquista do campeonato.
Em 2013, Pimentinha foi eleito o melhor jogador do Campeonato Maranhense e foi vice-campeão do estadual. Começou a disputar a Série C e manteve seu alto rendimento, mas, depois de ser cogitados em times fortes de primeira e segunda divisão entre eles, Botafogo e Palmeiras, ele acertou com o São Caetano para tentar livrá-lo do rebaixamento na Série B. Se já não virou ídolo, Pimentinha é uma figura de destaque na história do Sampaio Corrêa, que subiu para a Série B de 2014.

### São Caetano
Pimentinha foi titular em suas primeiras partidas indo bem dando muitas assistências. Com a saída do técnico Sérgio Guedes e a chegada de Pintado, foi para o banco, dando espaço para Geovane e Cassiano Bodini no 11 inicial e não entra nas partidas finais e decisivas do clube. No clube do ABC Paulista, foi chamado de Anderson Pimenta.
Em 2014, Anderson chegou a ser liberado pelo Azulão, mas voltou a compor o elenco.

### Retorno ao Sampaio Corrêa
No início de 2014, Pimentinha retornou a São Luís sem o consentimento do seu clube, o que gerou desconforto dos dirigentes do São Caetano. Desejoso para jogar em seu clube anterior, o Sampaio Corrêa, Pimentinha continuou em sua cidade natal esperando o presidente do Sampaio negociar um acordo de transferência, ou mesmo um empréstimo. Enquanto não saía a decisão, Pimentinha manteve a forma disputando torneios de futsal na ilha. Dias antes do jogo entre Sampaio Corrêa e Palmeiras pela Copa do Brasil, o presidente Sérgio Frota anunciou Pimentinha como reforço para a temporada 2014, oriundo de empréstimo.

### Passagem relâmpago’ no Botafogo
Em janeiro de 2015, o Botafogo anunciou a chegada de Pimentinha ao clube. O atacante, contudo, ficou menos de um mês no clube, saindo por se recusar a fazer um exame.

### Criciúma
No início de 2017, foi contratado pelo Criciúma.

### Paraná Clube
Em agosto de 2019, acertou com o Paraná Clube até o final da temporada.

### Novo retorno ao Sampaio Corrêa
Em setembro de 2020, acerta sua volta ao Sampaio Corrêa. Em fevereiro de 2021, renovou seu contrato com o clube.
No dia 30 de maio de 2025, o Sampaio anunciou a saída do atacante Pimentinha.

### IAPE
Em 11 de agosto de 2025, Pimentinha foi anunciado como reforço do IAPE, do Maranhão.

## Títulos
Sampaio Corrêa

- Campeonato Brasileiro - Série D: 2012
- Copa União do Maranhão: 2012
- Campeonato Maranhense: 2012, 2021, 2022 e 2024

## Prêmios individuais
- Melhor Jogador do Campeonato Maranhense: 2013